# Ешберн (Вірджинія)
Ешберн (англ. Ashburn) — переписна місцевість (CDP) в США, в окрузі Лаудун штату Вірджинія. Населення — 46 349 осіб (2020).

## Географія
Ешберн розташований за координатами 39°1′50″ пн. ш. 77°28′12″ зх. д. / 39.03056° пн. ш. 77.47000° зх. д. (39.030643, -77.469985).  За даними Бюро перепису населення США в 2010 році переписна місцевість мала площу 44,77 км², з яких 44,09 км² — суходіл та 0,68 км² — водойми.

## Демографія
Згідно з переписом 2010 року, у переписній місцевості мешкало 43 511 особа в 15 287 домогосподарствах у складі 11 466 родин. Густота населення становила 972 особи/км².  Було 15795 помешкань (353/км²).
Расовий склад населення:
| - 70,0 % — білих - 15,0 % — азіатів - 7,9 % — чорних або афроамериканців - 0,3 % — корінних американців - 0,1 % — вихідців з тихоокеанських островів - 2,9 % — осіб інших рас |

До двох чи більше рас належало 3,9 %. Частка іспаномовних становила 9,8 % від усіх жителів.
За віковим діапазоном населення розподілялося таким чином: 30,8 % — особи молодші 18 років, 62,5 % — особи у віці 18—64 років, 6,7 % — особи у віці 65 років та старші. Медіана віку мешканця становила 34,9 року. На 100 осіб жіночої статі у переписній місцевості припадало 93,4 чоловіків;  на 100 жінок у віці від 18 років та старших — 90,2 чоловіків також старших 18 років.
Середній дохід на одне домашнє господарство  становив 137 739 доларів США (медіана — 119 090), а середній дохід на одну сім'ю — 152 081 долар (медіана — 130 831). Медіана доходів становила 100 758 доларів для чоловіків та 60 055 доларів для жінок. За межею бідності перебувало 3,5 % осіб, у тому числі 4,4 % дітей у віці до 18 років та 3,5 % осіб у віці 65 років та старших.
Цивільне працевлаштоване населення становило 25 945 осіб. Основні галузі зайнятості: науковці, спеціалісти, менеджери — 26,0 %, освіта, охорона здоров'я та соціальна допомога — 19,1 %, роздрібна торгівля — 9,6 %, публічна адміністрація — 8,2 %.